# Daniel Hermanus Pienaar
Daniel Hermanus Pienaar (Ladybrand, 27 agosto 1893 – Kisumu, 19 dicembre 1942) è stato un generale sudafricano.

## Biografia
Comandò le truppe sudafricane nella Campagna dell'Africa Orientale Italiana e successivamente la 1ª divisione sudafricana in Libia, partecipando alla battaglia di El Alamein. Morì in un incidente aereo in Kenya.